# Nierstichting
De Nierstichting is een Nederlandse non-profitorganisatie die zich inzet voor het bevorderen van de gezondheid van nieren en het verbeteren van de levenskwaliteit van nierpatiënten. De stichting werd opgericht in juni 1967.

## Activiteiten
De Nierstichting informeert het publiek over het belang van gezonde nieren, de risico's van nierschade en preventieve maatregelen, onder andere door middel van campagnes voor vermindering van zoutinname. Daarnaast biedt de stichting informatie en steun aan nierpatiënten en hun naasten via het platform nieren.nl.
Een belangrijk onderdeel van het werk van de Nierstichting is het investeren in wetenschappelijk onderzoek naar de preventie, diagnose en behandeling van nierziekten. Dit omvat onder meer onderzoek naar stamceltherapie en de ontwikkeling van een draagbare kunstnier. Tevens stimuleert de Nierstichting orgaandonatie, om de wachtlijsten voor transplantaties te verkorten en de levenskwaliteit van patiënten te verbeteren.
De Nierstichting werkt samen met diverse partners, waaronder de Nierpatiënten Vereniging Nederland (NVN), zorginstellingen, onderzoekers en andere maatschappelijke organisaties. De financiering van de stichting komt uit donaties, nalatenschappen en subsidies.
In 2024 lanceerde de Nierstichting samen met alle kindernefrologische centra in Nederland het initiatief Kidnie. Dit programma richt zich op het vergroten van de kans op genezing bij kinderen met nierziekten, het ontwikkelen van kindvriendelijke behandelingen en het verbeteren van vroegtijdige opsporing. In maart 2025 kreeg Kidnie een subsidie van 10 miljoen euro van de Nationale Postcode Loterij, bedoeld voor de ontwikkeling van onder meer gentherapie bij kinderen met nierziekten.

## Geschiedenis
Sinds haar oprichting in 1967 heeft de Nierstichting een significante bijdrage geleverd aan de ontwikkeling van de nefrologie in Nederland. Ze financierde onder andere de eerste niersteenvergruizer in Nederland, die in 1985 in het Dijkzigt Ziekenhuis in Rotterdam werd geplaatst. Daarnaast speelde de stichting een cruciale rol in de oprichting van verschillende behandelcentra voor nierpatiënten en de ontwikkeling van thuisdialyse. De Nierstichting zorgde voor de aanschaf van apparatuur en andere benodigdheden voor patiënten die thuis behandeld konden worden. Bovendien heeft de stichting zich ingezet voor de verbetering van de positie van nierdonoren, bijvoorbeeld door het initiëren van een proefverzekering voor donoren die te maken krijgen met medische complicaties.

## Organisatie
De Nierstichting heeft in 2024 een personeelsbestand van 64 medewerkers en staat onder leiding van directeur-bestuurder Tom Oostrom. Hij legt verantwoording af aan de raad van toezicht, die bestaat uit leden met diverse achtergronden, waaronder gezondheidszorg, marketing, de zakelijke sector en de rechtspraak. Een auditcommissie adviseert de raad over het financiële beleid.

### Ambassadeurs
De Nierstichting wordt ondersteund door ambassadeurs die een persoonlijke band hebben met nierziekten. Bekende ambassadeurs zijn onder andere Michael van Praag, die in 1985 zijn moeder verloor aan nierziekte, Stanley Burleson zijn vader in 2014 na zeven jaar dialyse, en Maarten Tjallingii onderging als kind een nieroperatie. De ambassadeurs dragen op diverse manieren bij: Sandra Ysbrandy toont hoe je zoutarm kunt koken, Petra Laseur deelt haar ervaringen als nierdonor, en Mirjam de Graaff zet zich in om bewustzijn over nierziekten te vergroten.